# Eichendorff-Denkmal (Dębowiec)

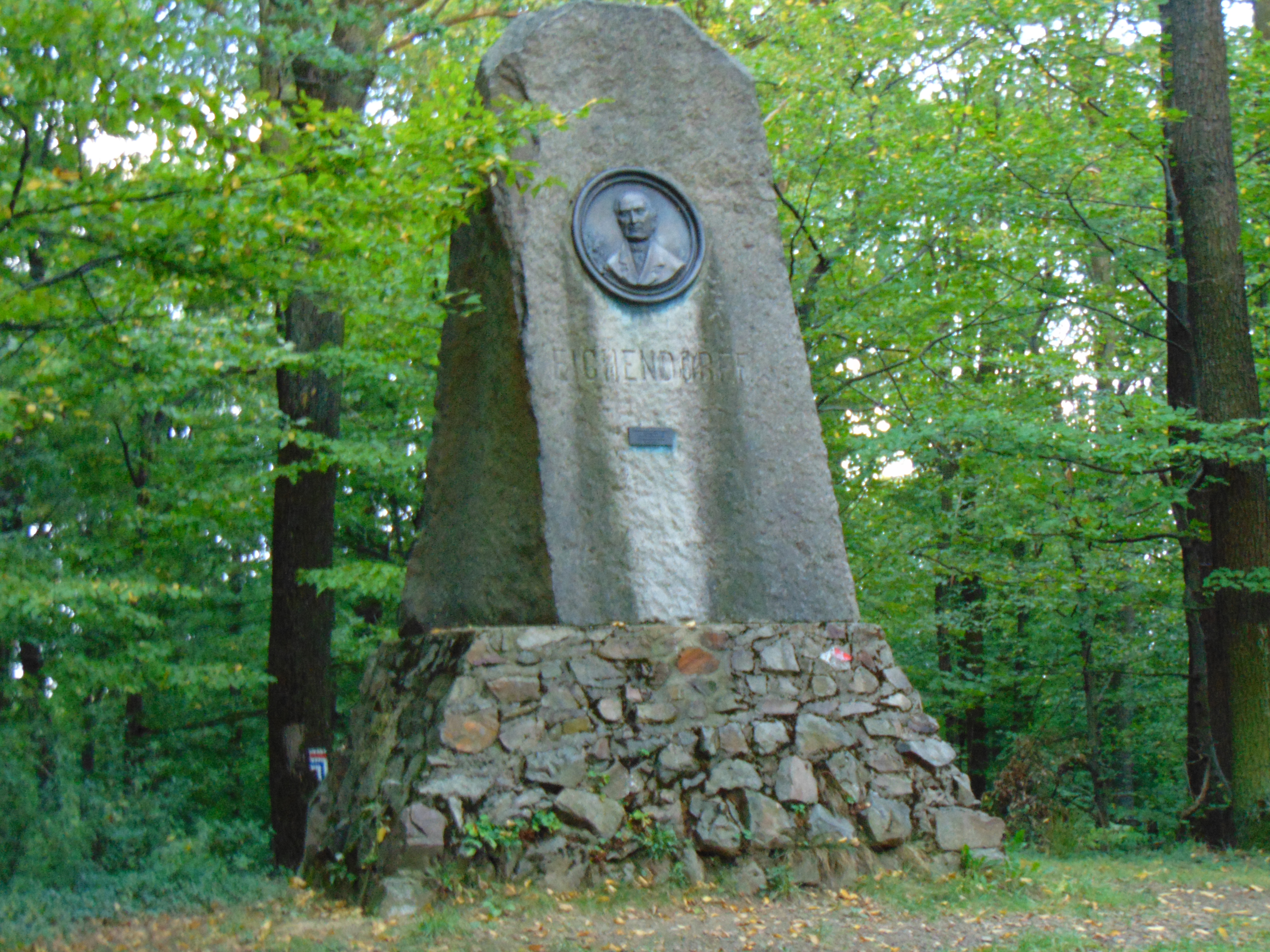
Das Eichendorff-Denkmal

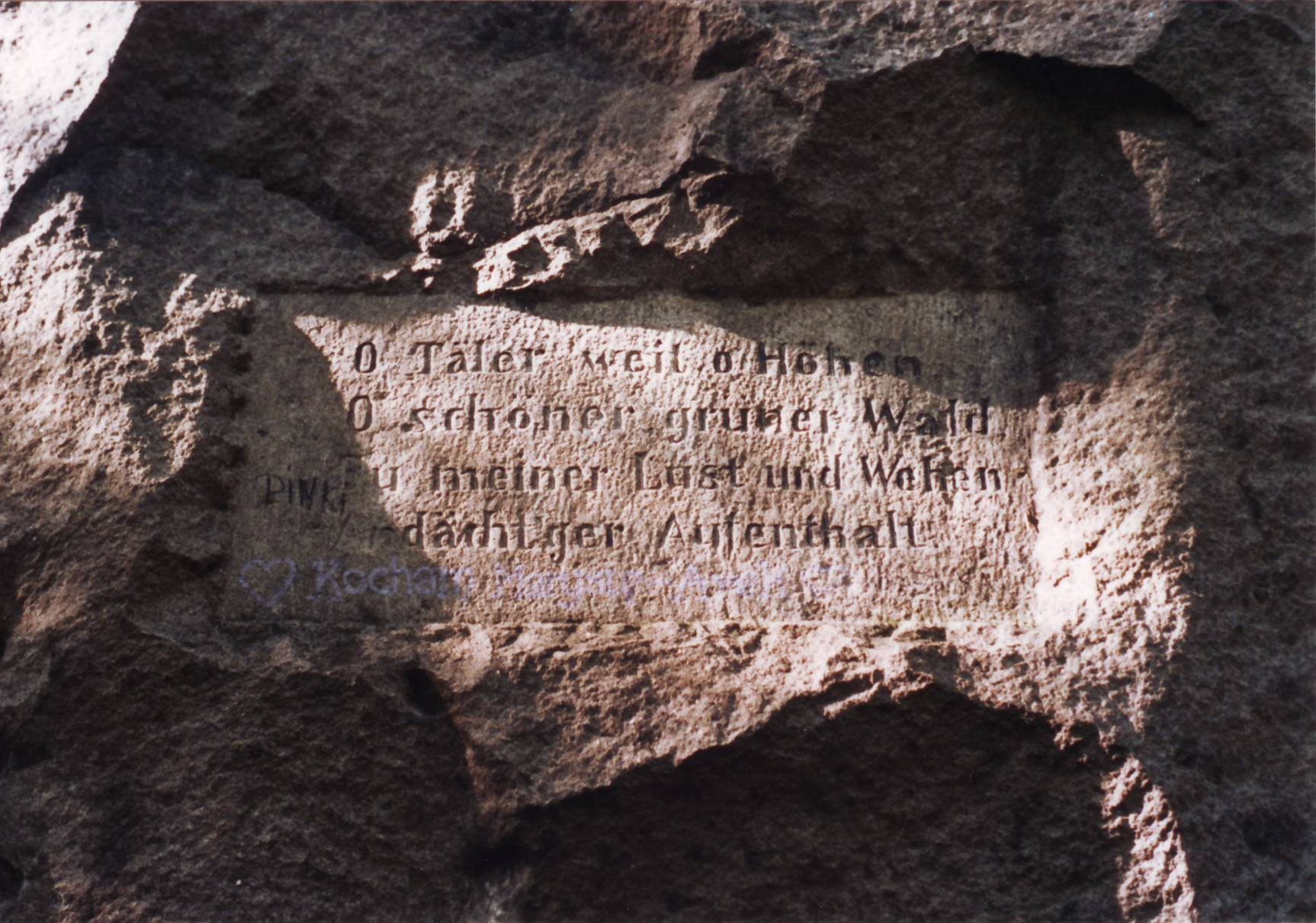
Inschrift

Das Joseph-von-Eichendorff-Denkmal (auch Eichendorffstein) auf der Heinrichshöhe in Dębowiec (Eichhäusel) bei Prudnik (Neustadt O.S.) wurde 1911 aufgestellt.

## Beschreibung und Geschichte
Der Gedenkstein für den in Oberschlesien geborenen deutschen Lyriker und Schriftsteller Joseph von Eichendorff (1788–1857) wurde auf Initiative des Historikers und damaligen Religionslehrers am Städtischen Gymnasium Neustadt Alfons Nowack (1868–1940) aufgestellt. Unterstützung erhielt er dabei von der Stadt Neustadt und den Bürgern aus Neustadt. Anlass dazu war der 50. Todestag des Dichters.
Das Denkmal wurde am 30. August 1911 in Anwesenheit zahlreicher Amtsträger, Vereine und Bürger aus Neustadt feierlich enthüllt. Bei der Enthüllung hielten Alfons Nowack und der Bürgermeister von Neustadt Paul Lange eine Rede.
Das Denkmal besteht aus einem Granitblock mit einer Höhe von 3,20 Metern, der auf einem Sockel aus mehreren Steinen mit einer Höhe von 1,30 Metern steht. Auf dem Granitblock befindet sich ein Medaillon aus Bronze mit dem Porträt des Schriftstellers als Relief und darunter die Inschrift „EICHENDORFF“ in den Stein eingemeißelt. In einer steinernen Inschrift befindet sich der Gedichtvers „O Täler weit, o Höhen, o schöner grüner Wald, du meiner Lust und Wehen andächt’ger Aufenthalt“.
Nach 1945 wurde das Medaillon entfernt, und die Tafel mit dem Gedicht zerstört. Da ein Teil des Granitblocks fehlt, wurde dieser wahrscheinlich ebenfalls beschädigt. 1991 wurde das Denkmal unter Beteiligung der Stadt Prudnik, der Sozial-Kulturellen Gesellschaft der Deutschen im Oppelner Schlesien und der Partnerstadt Northeim saniert und das Porträt und der Gedichtvers wieder angebracht. Der Wiederaufbau des Denkmals wurde durch die niedersächsische Stadt Northeim gestiftet.